# Пиріжки
Пирі́жки — село Коростенського району Житомирської області. Входить до складу Малинської міської громади.

## Географія
На південь від села бере початок струмок Капустовий.

## Історія
У краєзнавчих матеріалах про це селище зазначено таке: «Пиріжки — селище, що розташоване у 8-ми верстах на північний захід від Малина, при струмку Лумля. У 1784 році Пиріжки з Рем'янівкою належали баронові Йосипові Дефрессу. Жителів проживало у Пиріжках 210, у Рем'яновці 32 (на 1784 рік).
У 1864 році в селах мешкало жителів у першому 557, у другому 58. Населені пункти відстоять один від одного тільки на півверсти.
Церква в Пиріжках дерев'яна, відкрита во ім'я святителя Миколи, побудована в 1797 році, на місці колишньої, в 1775 році збудованої, і відноситься до 5 класу (будівель); церкві належить 47 десятин землі.
До церковного приходу відносяться два села:
Головки — при вершині струмка Лумлі, у 2-х верстах від Пиріжків. Жителів 400.
Баранівка — в 3-х верстах від Пиріжків, між струмками Різня і Дідівка. Жителів православних 608, римських католиків 30 і євреїв 8. Належить сім'ям поміщіків, з таким поділом (десятин землі): полковник Рудзевич та Сагатовській (зяті Людвіки Залевської) (1649), Себастян Лобачевській (326), Ігнатій і Станіслав Цехановські (318), Ягнушка Березовська (127)».
Рем'янівка — село, відоме з XVII ст. як власність Федора Єльця. У 1887 році в Рем'янівці налічувалося 100 жителів. Наразі село не існує.
За даними перепису населення 1897 року у Пиріжках мешкало 1093 особи (555 чоловіків та 538 жінок), з них православних — 1070.
9 листопада 1921 року під час Листопадового рейду через Пиріжки проходила Подільська група (командувач Сергій Чорний) Армії Української Народної Республіки.

## Населення

### Мова
Розподіл населення за рідною мовою за даними перепису 2001 року:
| Мова       | Кількість | Відсоток |
| ---------- | --------- | -------- |
| українська | 715       | 98.21%   |
| російська  | 12        | 1.65%    |
| румунська  | 1         | 0.14%    |
| Усього     | 728       | 100%     |